# Agronom

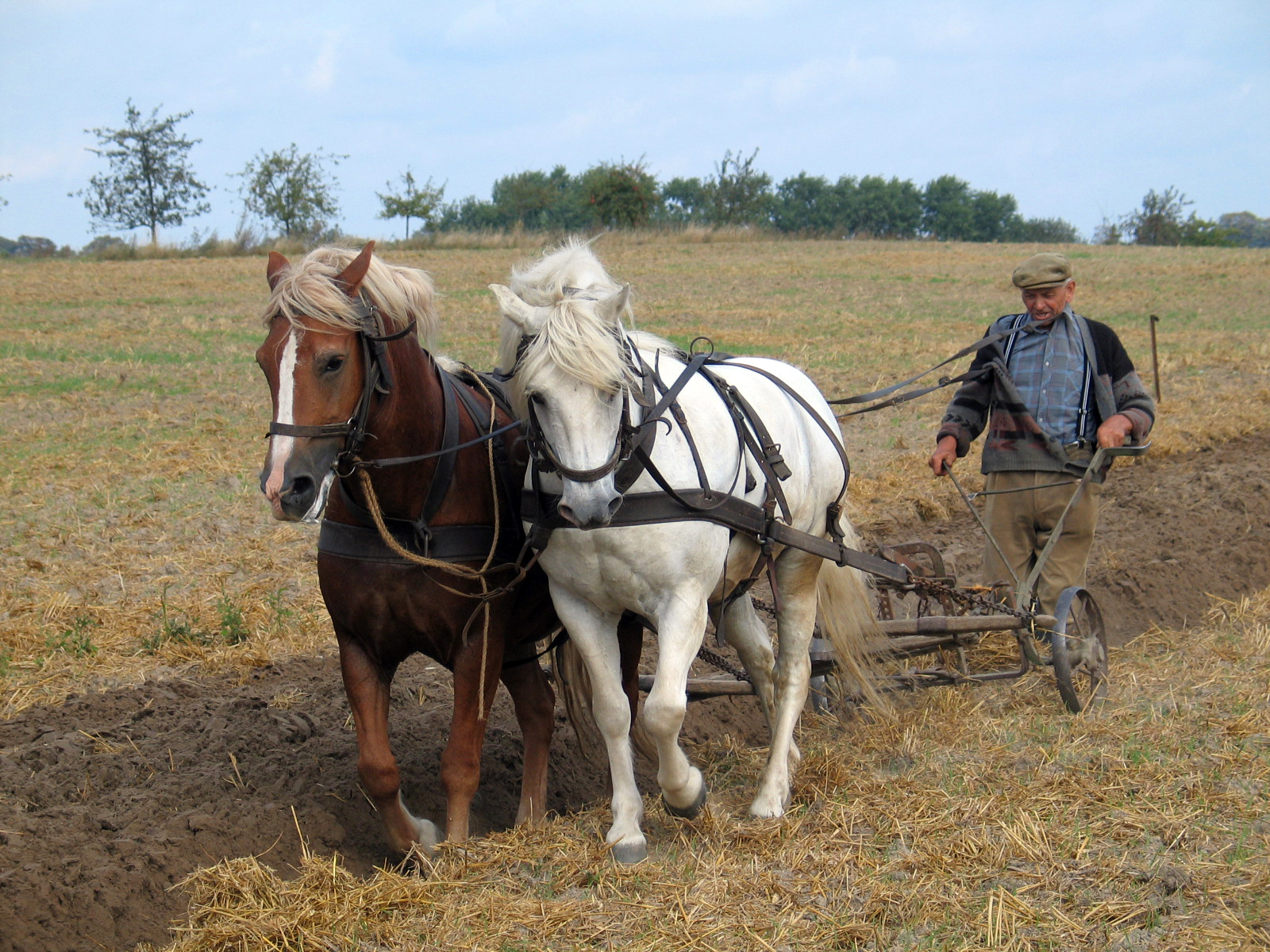

Un agronom este o persoană specializată în agronomie, care lucrează în sectorul agricol și acordă consultanță în domeniul culturii de cereale, plante tehnice și furaje, pentru realizarea de producții performante și folosirea profitabilă a pământului.

## Activități principale
În activitatea sa profesională, un agronom are de îndeplinit unele din următoarele activități:
- Administrează și modifică procesele agrotehnice și procesele de muncă în cultivarea plantelor;
- Administrează și reglementează exploatarea resurselor terenului;
- Alege și procură semințe, fertilizanți și alte materiale;
- Asigură creșterea suprafețelor împădurite și coordonează exploatarea fondului forestier, conservarea faunei;
- Cercetează și elaborează metode prin care să obțină produse de calitate necesare hranei oamenilor;
- Determină modalitățile de cultivare a recoltelor pe diferite parcele de pământ, având în vedere condițiile respective de sol;
- Determină procesele de fertilizare;
- Determină procesele tehnologice pentru însămânțarea culturilor, pentru cultivarea răsadurilor de legume, fructe, viță-de-vie, precum și îngrijirea acestora;
- Elaborează planuri de irigare, de drenare, de îmbogățire a solului;
- Elaborează planuri și proiecte privind cultivarea suprafețelor agricole și utilitatea spațiilor și fermelor, a sistemelor electrice de irigare a solului, procesele de vitalizare a plantelor;
- Elaborează și supervizează proiecte referitoare la mediu și construcții industriale;
- Ia decizii cu privire la arături și însămânțare, la asigurarea de îngrășăminte și protecția plantelor;
- Înregistrează documentele operative;
- Întocmește analize și teste de laborator pentru pământul agricol și amenajarea terenului;
- Întocmește planuri de producție în conformitate cu cerințele consumatorilor, primirea de comenzi, dezvoltarea pieței;
- Întocmește planuri pentru producția animală;
- Întocmește rapoarte și susține comunicări științifice în domeniul de specialitate;
- Programează însămânțările și arăturile;
- Proiectează și coordonează testarea echipamentelor și mașinilor necesare agriculturii;
- Realizează studii ale mediului pentru a ține sub control dăunătorii și plantele parazite și pentru a proteja solul și apa;
- Studiază și aplică diferite metode științifice pentru obținerea unor recolte valoroase, atât din punct de vedere calitativ, cât și cantitativ;
- Supervizează procesul de preparare a hranei realizate din produsele agricole;
- Supraveghează și îndrumă activitatea din zootehnie și culturile horticole;
- Urmărește obținerea unor producții performante prin îmbunătățirea procedurilor tehnologice.